# Мерссен (муніципалітет)
50°53′09″ пн. ш. 5°45′07″ сх. д. / 50.8858° пн. ш. 5.7519° сх. д.
Мерссен (нід. Meerssen, лімб. Meersje) — муніципалітет в провінції Лімбург, Нідерланди, з адміністративним центром в місті Мерссен.
Мерссенський муніципалітет було утворено 1 січня 1982 року за рахунок приєднання до громади самого Мерссена (біля 5,665 мешканців) громад села Бюнде (біля 5,415 мешканців) та приходів Гел та Улестратен.
Муніципалітет розташований біля місця злиття річок Гел і Маас, лише за кілька кілометрів на північний схід від Маастрихта та на південь від аеропорту Маастрихт-Аахен.

## Історія

### Римська доба
Околиці міста Мерссен були заселені ще в римські часи. У 1865 році священник і археолог-любитель Йозеф Хабетс виявив залишки споруди, яку вважають найбільшою відомою римською віллою в Нідерландах. Поруч із цим комплексом виявлено вапнякові кар'єри, які також можуть бути римського походження. Римський письменник Пліній Старший писав у своїй «Природничій історії», що мергель використовувався як добриво на полях фермерів. Перші мешканці оселилися на берегах річки Гел. У той час ця територія була ще дуже болотистою, і це пояснює назву Мерссен: Марсна або Марсана означало щось на зразок болота. Ім'я Мерссен також асоціюється з видобутком мергеля («marna»).

### Середньовіччя
У ранньому середньовіччі в Мерссені було збудовано королівський палац — укріплений двір, що слугував резиденцією франкських монархів (наприклад, Карла Великого). Про походження цього палацу відомо небагато, але очевидно, що він підніс важливість Мерссена. Цей палац перебував у сфері впливу Маастрихта, важливого торгового та паломницького міста, а також був розташований неподалік від центру Каролінзької імперії у місті Аахен. В Мерссенському палаці зупинявся Людовик II Німецький під час переговорів щодо укладання Мерсенського договору в 870 році. Сам договір, який після смерті Лотаря II розділив Лотарингію між Західним та Східним Франкським королівствами, ймовірно, був укладений в Ейсдені.
У 847 році Карл II Лисий заснував Мерссенський капітулярій.
У 915 році в Мерссені помер Регінар I Еноський, місцевий правитель регіону Маас.
Приблизно в середині X століття Мерссенська сеньйорія перебувала у власності королеви Герберге Саксонської, дочки короля Генріха I, дружини в першому шлюбі Гізельберта Лотаринзького (сина Регінара I Еноського), а потім у другому шлюбі Людовика IV. У 968 році вона пожертвувала все своє майно бенедиктинському Абатству Святого Ремігія в Реймсі .
Таким чином, Мерссенське ректорство залежало від абатства Сен-Ремі в Реймсі, яке потім обміняло його на два пріорства, залежні від абатства Нотр-Дам д'Окур. Ця важлива установа володіла багатьма землями в регіоні.

### Місце паломництва
Згідно з переказом, 1222 року в каплиці бенедиктинського монастиря в Мерссені сталось «чудо кровоточення ікони», після чого до неї розпочалось паломництво на честь Пресвятої Тайни Євхаристії. Наплив паломників змусив бенедиктинців Реймса побудувати в XIV столітті більшу церкву — базиліку Сент-Сакраменто, яка існує донині. Цю готичну церкву побудували, можливо, за проєктом французьких майстрів. У 1465 році церкву підпалили війська лорда Боргарена, які брали участь у боротьбі між Льєзьким єпископством і Брабантським герцогством. Місцевий фермер врятував від полум'я ікону 1222 року, яка зберігалася в храмі. Мерсен залишається місцем паломництва і в XXI столітті.

## Побратимство
З 1991 року місто є учасником руху Douzelage.